# 4ever (альбом)
«4ever» — четвёртый студийный альбом группы Слот, выпущен 19 сентября 2009 года лейблом «М2».

## Об альбоме
В записи альбома приняли участие Сергей Маврин (бывший гитарист «Арии») и Дмитрий Ришко («Dominia», «Король и Шут»). Презентация нового альбома СЛОТ состоялась 15 октября в московском «Б1-Maximum» и 30 октября в петербургском «ГлавСӀиb».
В альбом включены синглы «Alfa-Ромео + Beta-Джульетта» (январь-февраль 2009), «Аниме» (май 2009), видеоклип на песню «Ангел О. К.», фотосессия, тексты и караоке-версии песен.

## Список композиций

### CD1
| №   | Название                      | Длительность |
| --- | ----------------------------- | ------------ |
| 1.  | «Ангел О.К.»                  | 3:27         |
| 2.  | «Flash Mob»                   | 3:57         |
| 3.  | «Небо»                        | 3:42         |
| 4.  | «Человек-Паук»                | 3:30         |
| 5.  | «Вампирская»                  | 3:50         |
| 6.  | «Зеркала»                     | 3:34         |
| 7.  | «Эмаль»                       | 3:28         |
| 8.  | «Alfa-Ромео + Beta-Джульетта» | 3:50         |
| 9.  | «Ля-ля»                       | 3:03         |
| 10. | «Рот в рот»                   | 3:15         |
| 11. | «Конец света — нет Интернета» | 3:23         |
| 12. | «Кукла Вуду»                  | 4:08         |
| 13. | «Мир»                         | 4:00         |

### Multimedia CD2
| №   | Название                                         | Длительность |
| --- | ------------------------------------------------ | ------------ |
| 1.  | «Ля-ля» (Disco House remix by ID)                | 4:45         |
| 2.  | «Alfa-Ромео + Beta-Джульетта» (Roman Rain remix) | 4:08         |
| 3.  | «Доска» (Live Brakebeat remix by Rone-D)         | 4:31         |
| 4.  | «Аниме»                                          | 3:28         |
| 5.  | «Ля-ля» (radio edit)                             | 2:59         |
| 6.  | «Ни о чём»                                       | 3:03         |
| 7.  | «Клетка» (feat. A Maddel)                        | 2:48         |
| 8.  | «Сэ-ля-ви» (НАИВ cover)                          | 3:04         |
| 9.  | «Кукла Вуду» (radio edit)                        | 3:48         |
| 10. | «Warcraft»                                       | 3:18         |

## Участники записи
- Дария «Nookie» Ставрович — вокал
- Игорь «Тренер Кэш» Лобанов — вокал
- Сергей «ID» Боголюбский — гитара
- Никита «NiXoN» Симонов — бас-гитара
- Кирилл «Mr Dudu» Качанов — ударные

+
- Сергей Маврин — соло- и ритм-гитары, аранжировки, клавишные
- Дмитрий Ришко «Casper» — скрипка, бэк-вокал